# موتيسية صغيرة الرأس
موتيسية صغيرة الرأس (الاسم العلمي: Mutisia microcephala) هو نوع نباتي يتبع جنس الموتيسية من فصيلة النجمية.